# Meistriliiga
Meistriliiga (numită din 2013 A Le Coq Premiumliiga) este cea mai importantă competiție fotbalistică din Estonia. 

## Istorie

### Origini
Primul titlu din Campionatul Estonian de Fotbal a fost jucat în 1921 și a fost câștigat de Sport, care mai târziu a câștigat nouă titluri de ligă și a fost cel mai de succes club de fotbal eston în timpul primei perioade de independență a țării. Campionatul a fost jucat inițial ca un turneu eliminatoriu, înainte ca formatul ligii să fie adaptat în 1929.
În ultimul sezon 1939-1940, Tartu Olümpia a devenit primul club din afara capitalei Tallinn care a fost încoronat campioni Estoniei și a rămas singurul club din afara Tallinn care a făcut acest lucru până în prezent.

### Perioada sovietică
Estonia și-a pierdut independența prin ocupația sovietică în al Doilea Război Mondial, după care fostele cluburi au fost forțate să se dizolve și a fost înființat Campionatul Estonian SSR. În timpul ocupației, estonienii nativi au început să renunțe la practicarea fotbalului, iar campionatele locale au fost jucate în mare parte de echipe formate din ruși locali.

### După independență

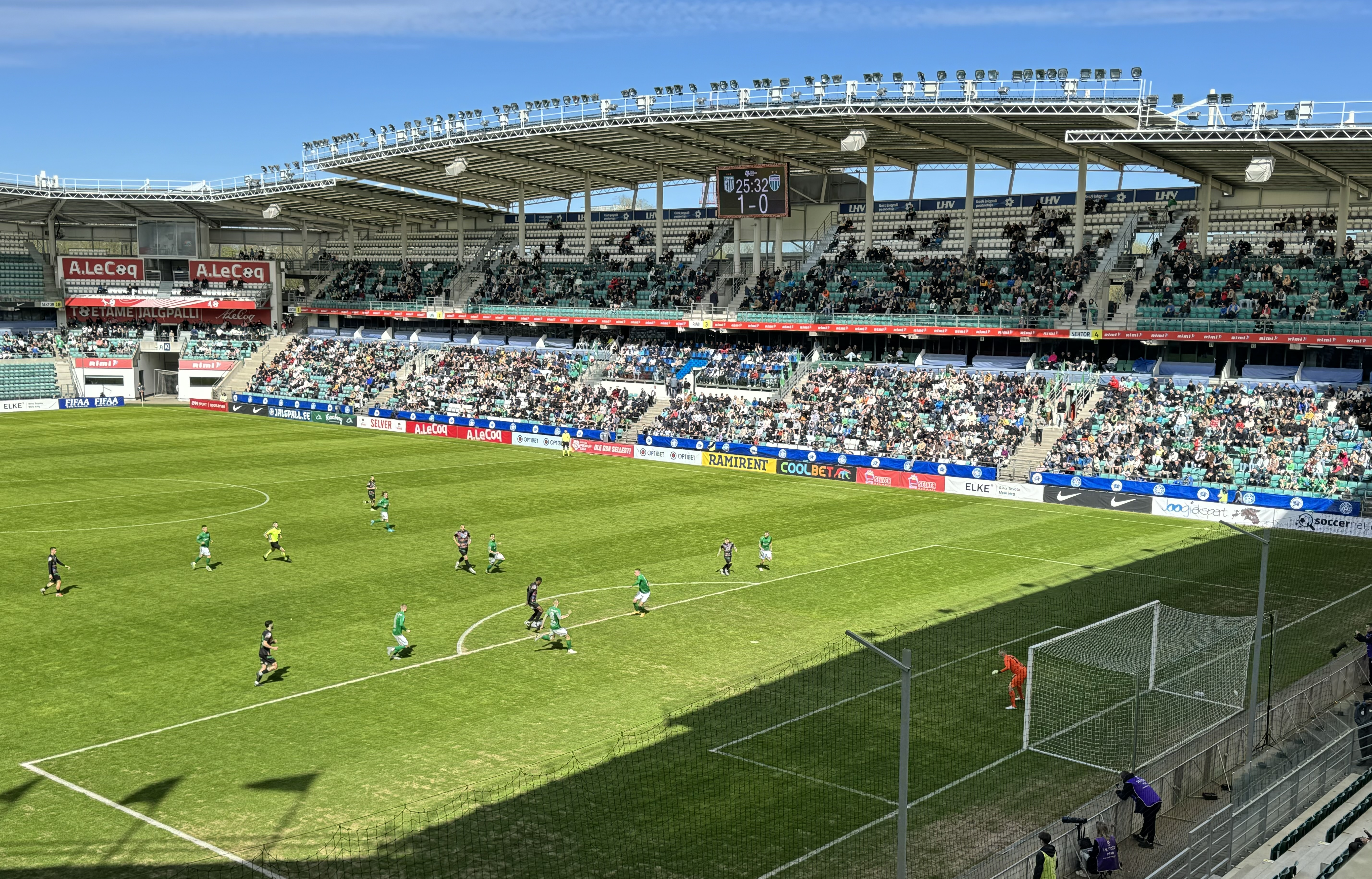
Derby-ul Tallinn (Flora vs. Levadia) este cel mai frecvent meci din ligă.

Estonia și-a restabilit independența în 1991, iar în anul următor a fost înființată Meistriliiga. După 52 de ani, cluburile estoniene ar putea juca din nou pentru titlul de fotbal al Estoniei. Numărul de echipe care participă la ligă a variat de la 8 la 14 până în 2005, de atunci liga s-a jucat cu 10 echipe.
Primele transmisiuni TV în direct au început în 2008, iar în 2020, meciurile primelor ligi au fost transmise pe canale TV străine. 
Cu ajutorul mecanismelor de solidaritate, liga este pe deplin profesionistă încă din sezonul 2020, deoarece Asociația Estoniană de Fotbal a început să sprijine financiar cluburile care nu se califică pentru locurile europene..
Meistriliiga a început să folosească arbitrul asistent video (VAR) din 2023.

## Format
Ca și în majoritatea țărilor cu temperaturi scăzute în timpul iernii, sezonul începe în martie și se termină în noiembrie. Meistriliiga este formată din zece cluburi, toate echipele se joacă între ele de patru ori. După fiecare sezon, ultima clasată retrogradează, iar penultima echipă joacă un play-off în două manșe pentru un loc în Meistriliiga.

## Sponsorizare
În februarie 2013, A. Le Coq, o companie de bere din Estonia, a semnat un acord de cooperare pe cinci ani cu Asociația Estonă de Fotbal, care includea drepturile de denumire a Meistriliiga. De atunci, liga a fost cunoscută sub numele de Premium Liiga. 

## Echipe în top 3

### Campioane în perioada 1921-1944
| - 1921 Tallinna Sport - 1922 Tallinna Sport - 1923 Tallinna Kalev - 1924 Tallinna Sport - 1925 Tallinna Sport | - 1926 Tallinna JK - 1927 Tallinna Sport - 1928 Tallinna JK - 1929 Tallinna Sport - 1930 Tallinna Kalev | - 1931 Tallinna Sport - 1932 Tallinna Sport - 1933 Tallinna Sport - 1934 Estonia Tallinn - 1935 Estonia Tallinn | - 1936 Estonia Tallinn - 1938 Estonia Tallinn - 1939 Estonia Tallinn - 1940 Olümpia Tartu | - 1941 Anulat - 1942 Tartu PSR - 1943 Estonia Tallinn - 1944 Anulat |

### Campioane în perioada URSS
| - 1945 Dünamo Tallinn - 1946 BL Tallinn - 1947 Dünamo Tallinn - 1948 Balti Laevastik Tallinn - 1949 Dünamo Tallinn - 1950 Dünamo Tallinn - 1951 Balti Laevastik Tallinn - 1952 Balti Laevastik Tallinn - 1953 Dünamo Tallinn - 1954 Dünamo Tallinn | - 1955 Kalev Tallinn - 1956 Balti Laevastik Tallinn - 1957 Kalev Ülemiste - 1958 Kalev Ülemiste - 1959 Kalev Ülemiste - 1960 Balti Laevastik Tallinn - 1961 Kalev Kopli - 1962 Kalev Ülemiste - 1963 Tempo Tallinn - 1964 Norma | - 1965 Balti Laevastik Tallinn - 1966 Balti Laevastik Tallinn - 1967 Norma - 1968 Balti Laevastik Tallinn - 1969 Dvigatel Tallinn - 1970 Norma - 1971 Tempo Tallinn - 1972 Balti Laevastik Tallinn - 1973 Kreenholm Narva | - 1974 Baltika Narva - 1975 Baltika Narva - 1976 Dvigatel Tallinn - 1977 Baltika Narva - 1978 Dünamo Tallinn - 1979 Norma - 1980 Dünamo Tallinn - 1981 Dünamo Tallinn - 1982 Tempo Tallinn | - 1983 Dünamo Tallinn - 1984 EP Jõhvi - 1985 Kalakombinaat/MEK Pärnu - 1986 Zvezda Tallinn - 1987 Tempo Tallinn - 1988 Norma - 1989 Zvezda Tallinn - 1990 TVMK Tallinn - 1991 TVMK Tallinn |

### Campioane după 1992
| Sezon   | Campioană     | Locul 2          | Locul 3         | Sezon   | Campioană       | Locul 2      | Locul 3          | Sezon   | Campioană       | Locul 2        | Locul 3        |
| ------- | ------------- | ---------------- | --------------- | ------- | --------------- | ------------ | ---------------- | ------- | --------------- | -------------- | -------------- |
| 2024    | Levadia       | Nõmme Kalju      | Paide           | 2025    |                 |              |                  | 2026    |                 |                |                |
| 2021    | Levadia       | Flora            | Paide           | 2022    | Flora           | Levadia      | Paide            | 2023    | Flora           | Levadia        | Tallinna Kalev |
| 2018    | Nõmme Kalju   | Levadia          | Flora           | 2019    | Flora           | Levadia      | Nõmme Kalju      | 2020    | Flora           | Paide          | Levadia        |
| 2015    | Flora         | Levadia          | Nõmme Kalju     | 2016    | Infonet         | Levadia      | Nõmme Kalju      | 2017    | Flora           | Levadia        | Nõmme Kalju    |
| 2012    | Nõmme Kalju   | Levadia          | Flora           | 2013    | Levadia         | Nõmme Kalju  | Sillamäe Kalev   | 2014    | Levadia         | Sillamäe Kalev | Flora          |
| 2009    | Levadia       | Sillamäe Kalev   | Narva Trans     | 2010    | Flora           | Levadia      | Narva Trans      | 2011    | Flora           | Nõmme Kalju    | Narva Trans    |
| 2006    | Levadia       | Narva Trans      | Flora           | 2007    | Levadia         | Flora        | TVMK Tallinn     | 2008    | Levadia         | Flora          | TVMK Tallinn   |
| 2003    | Flora         | TVMK Tallinn     | Levadia         | 2004    | Levadia         | TVMK Tallinn | Flora            | 2005    | TVMK Tallinn    | Levadia        | Narva Trans    |
| 2000    | Levadia       | Flora            | TVMK Tallinn    | 2001    | Flora           | TVMK Tallinn | Levadia          | 2002    | Flora           | Levadia        | TVMK Tallinn   |
| 1997-98 | Flora         | Sadam            | Lantana Tallinn | 1998    | Flora           | Sadam        | Lantana Tallinn  | 1999    | Levadia         | Tulevik        | Flora          |
| 1994-95 | Flora         | Lantana-Marlekor | Narva Trans     | 1995-96 | Lantana Tallinn | Flora        | Tevalte-Marlekor | 1996-97 | Lantana Tallinn | Flora          | Sadam          |
| 1992    | Norma Tallinn | EP Jõhvi         | TVMK Tallinn    | 1992-93 | Norma Tallinn   | Flora        | Nikol Tallinn    | 1993-94 | Flora           | Norma Tallinn  | Nikol Tallinn  |

## Palmares
| Club Sportiv | Titluri | Prima oară | Ultima oară | Locul | Prima oară | Ultima oară | Locul | Prima oară | Ultima oară | Podium |

| Flora           | 15 | 1994 | 2023 | 7  | 1993    | 2021 | 6 | 1999    | 2018 | 28 |
| Levadia         | 11 | 1965 | 2024 | 10 | 2002    | 2023 | 3 | 2001    | 2020 | 24 |
| Nõmme Kalju     | 2  | 2012 | 2018 | 3  | 2011    | 2024 | 4 | 2015    | 2019 | 9  |
| Lantana         | 2  | 1996 | 1997 | -  | -       | -    | 2 | 1997-98 | 1998 | 4  |
| Norma           | 2  | 1992 | 1993 | 1  | 1994    | -    | - | -       | -    | 3  |
| TVMK Tallinn    | 1  | 2005 | -    | 4  | 1995    | 2004 | 8 | 1992    | 2008 | 13 |
| Infonet         | 1  | 2016 | -    | -  | -       | -    | - | -       | -    | 1  |
| Paide           | -  | -    | -    | 1  | 2020    | -    | 3 | 2021    | 2024 | 4  |
| Sadam           | -  | -    | -    | 2  | 1997-98 | 1998 | 1 | 1997    | -    | 3  |
| Sillamäe Kalev  | -  | -    | -    | 2  | 2009    | 2014 | 1 | 2013    | -    | 3  |
| Narva Trans     | -  | -    | -    | 1  | 2006    | -    | 5 | 1995    | 2011 | 6  |
| Eesti Põlevkivi | -  | -    | -    | 1  | 1992    | -    | - | -       | -    | 1  |
| Tulevik         | -  | -    | -    | 1  | 1999    | -    | - | -       | -    | 1  |
| Tallinna Kalev  | -  | -    | -    | -  | -       | -    | 1 | 2023    | -    | 1  |

## Performanță pe orașe
| Orașul  | Titluri | Cluburi |
| ------- | ------- | --- |
| Tallinn | 33      | Flora (15), Levadia T. (11), Nõmme Kalju T. (2), Lantana T. (2), Norma T. (2), FC TVMK T. (1), FC Infonet T. (1) |
| Tartu   | 1       | Olümpia PSR T. (1)                                                                                               |